# Клайн-Куниц
Клайн-Ку́ниц или Хо́йничка (нем. Klein Kunitz; в.-луж. Chójnička) — деревня в Верхней Лужице, Германия. Входит в состав коммуны Гроспоствиц района Баутцен в земле Саксония. Подчиняется административному округу Дрезден.

## География
Располагается на южном склоне холмов Тромберг (Любин) и Шмориц (Жморц) на юго-восток от Будишина.
Соседние населённые пункты: на востоке — деревня Хойница коммуны Кубшюц и на юге — деревня Козлы.

## История
Впервые упоминается в 1419 году под наименованием Coynitz parvum.
С 1936 года входит в современную коммуну Гроспоствиц.
В настоящее время деревня входит в состав культурно-территориальной автономии «Лужицкая поселенческая область», на территории которой действуют законодательные акты земель Саксонии и Бранденбурга, содействующие сохранению лужицких языков и культуры лужичан.
Исторические немецкие наименования.
- Coynitz parvum, 1419
- Klain Kunitz, 1547
- Clein Conicz, Kleine Konitz, 1550
- Klein Kojnitz, 1715
- Klein Kunitz, 1768

## Население
Официальным языком в населённом пункте, помимо немецкого, является также верхнелужицкий язык.
Согласно статистическому сочинению «Dodawki k statisticy a etnografiji łužickich Serbow» Арношта Муки в 1884 году в деревне проживало 31 человек (из них — 31 серболужичанин (100 %)).
| 1834 | 1871 | 1890 | 1910 | 1925 |
| ---- | ---- | ---- | ---- | ---- |
| 22   | 35   | 24   | 22   | 25   |

## Достопримечательности
Памятники культуры и истории земли Саксония
- Жилой дом, 1809 год (№ 09252767).